# Katharina Schenk

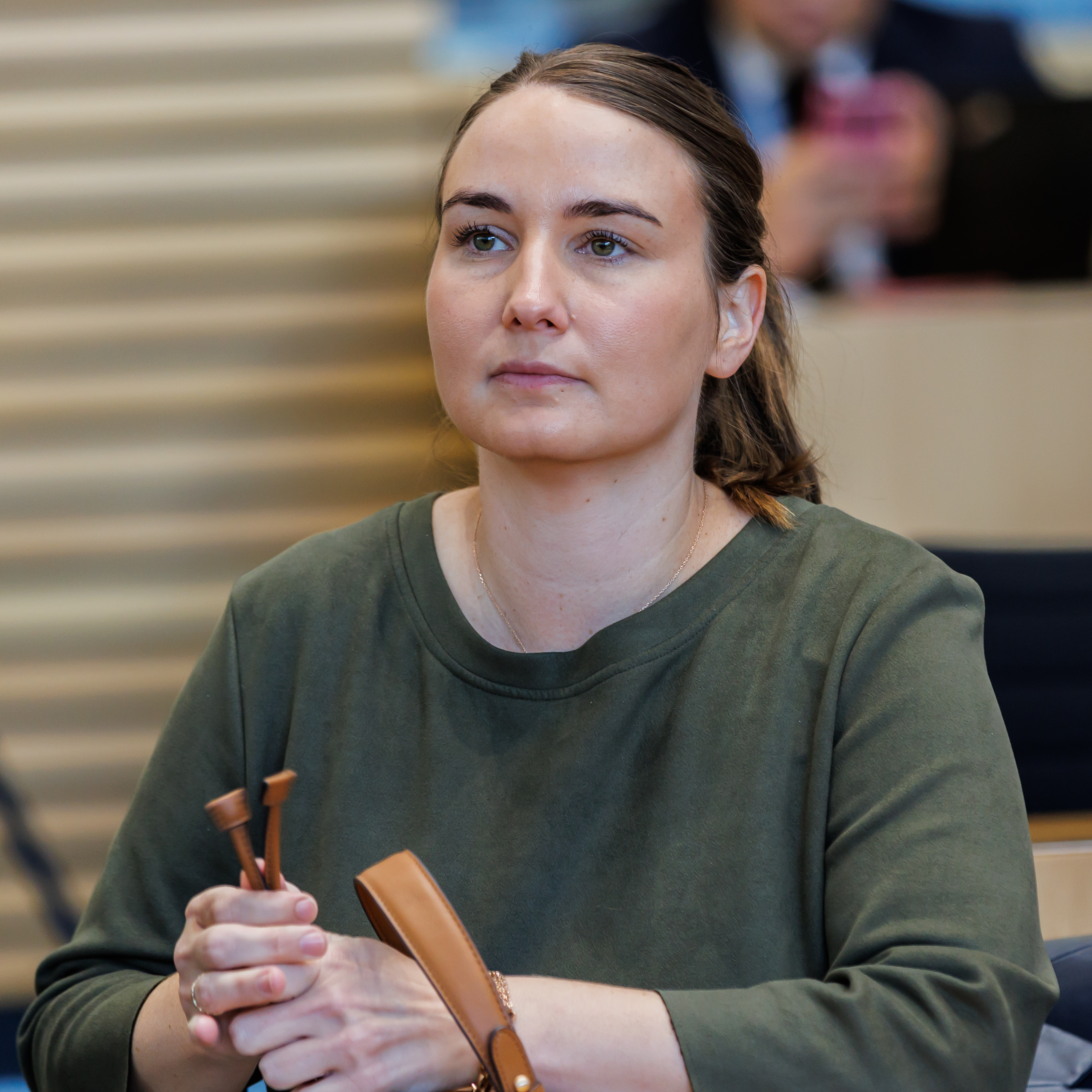
Katharina Schenk (2024)

Katharina Schenk (* 23. Januar 1988 in Schkeuditz) ist eine deutsche Politikerin (SPD). Seit Dezember 2024 ist sie Thüringer Ministerin für Soziales, Gesundheit, Arbeit und Familie. Zuvor war sie von März 2020 bis September 2024 Staatssekretärin für Kommunales im Thüringer Ministerium für Inneres und Kommunales. Von 2024 bis 2025 war sie Mitglied des Thüringer Landtags.

## Leben
Schenk absolvierte zwischen September 2007 und Juni 2010 ein Bachelorstudium der Sozialwissenschaften, Politikwissenschaften und Philosophie an den Universitäten in Leipzig und Athen. Zwischen September 2010 und Juni 2012 folgte ein Masterstudium der Philosophie an der Universität Leipzig, ehe sie im April 2013 ebendort ein Promotionsstudium der Politischen Philosophie (Promotionsprojekt „Die Privatisierung des Glücks“) als Stipendiatin der Friedrich-Ebert-Stiftung aufnahm.
Von März 2013 bis Juli 2017 arbeitete Schenk als Redaktionsassistentin beim Philosophie Magazin, ehe sie im Oktober 2017 persönliche Referentin des Altenburger Oberbürgermeisters Michael Wolf (SPD) wurde. Nach dem Ende der Amtszeit von Wolf wurde sie im August 2018 City-Managerin in der Wirtschaftsförderung der Stadt Altenburg.
Als Mitglied der Sozialdemokratischen Partei Deutschlands wurde Schenk 2014 in den Stadtrat von Leipzig gewählt, dem sie bis zu ihrem Wegzug aus der Stadt Anfang 2018 angehörte. Von 2014 bis 2016 war sie Landesvorsitzende der Jusos Sachsen, von 2015 bis 2018 gehörte sie dem SPD-Landesvorstand in Sachsen an. Nach ihrem Umzug ins thüringische Altenburg kandidierte sie im April 2018 für das Amt des Bürgermeisters der Stadt, kam jedoch mit 20,4 Prozent der Stimmen nur auf den dritten Platz. Von 2018 bis 2022 war sie Kreisvorsitzende der SPD im Altenburger Land. Dort wurde sie 2019 in den Kreistag gewählt und übernahm bis 2022 den Vorsitz der gemeinsamen Fraktion von SPD und Bündnis 90/Die Grünen. 
Im Zuge der Bildung des Kabinetts Ramelow II wurde Schenk Anfang März 2020 von Minister Georg Maier zur Staatssekretärin im Thüringer Ministeriums für Inneres und Kommunales berufen. Sie wurde Nachfolgerin von Uwe Höhn, der in den Ruhestand verabschiedet worden war und übernahm die Zuständigkeit für Kommunales. Seit 2022 ist sie Vorsitzende des SPD-Kreisverbands Gotha und stellvertretende Vorsitzende der SPD Thüringen. Bei der Landtagswahl in Thüringen 2024 trat Schenk im Wahlkreis Sömmerda I/Gotha III als Direktkandidatin und auf Listenplatz 6 der SPD-Landesliste an und erhielt ein Mandat über die Landesliste, welches sie am 13. September 2024 annahm. Ihr Amt als Staatssekretärin im Thüringer Innenministerium legte sie am gleichen Tag nieder, da in Thüringen Staatssekretäre nicht gleichzeitig Landtagsabgeordnete sein dürfen.
Am 13. Dezember 2024 wurde Schenk zur Thüringer Ministerin für Soziales, Gesundheit, Arbeit und Familie im Kabinett Voigt ernannt. Ende Februar 2025 legte sie angesichts ihrer Ernennung zur Ministerin ihr Landtagsmandat nieder. Für sie rückte Moritz Kalthoff nach.
Schenk ist verheiratet, Mutter zweier Kinder und wohnt in Gotha.

## Mitgliedschaften (Auswahl)
- Gerhard-Altenbourg-Gesellschaft
- Altenburger Schlossverein
- Förderkreis „Freunde des Lindenau Museums“
- Kommunalpolitischer Ring Altenburger Land